# Sociologie des rapports sociaux
La Sociologie des rapports sociaux étudie les rapports entre les individus, entre les groupes et entre les individus et les groupes au sein d'une société.

## Les rapports sociaux

### Définition
Les rapports sociaux représentent la dimension qui détermine l'interaction entre les individus et entre les groupes.
Cette interaction génère un tissu social sur lequel sont basées différentes expériences.
On peut les considérer, par analogie avec la lutte des classes chez Karl Marx, comme les rapports de forces qui ont cours dans la société.
Les rapports sociaux constitueraient une généralisation des rapports de forces de production à tous les rapports de la société, leur étude prend donc en compte l’ensemble des rapports sociaux significatifs, en premier lieu les rapports de classe et les rapports de sexe, mais également les rapports inter-générationnels, les rapports ethniques ou raciaux et plus généralement tout rapport lié aux différentes appartenances.